# 1910年代
| 千纪： | 2千纪                                                                                            |
| 世纪： | 19世纪 \| 20世纪 \| 21世纪                                                                       |
| 年代： | 1880年代 \| 1890年代 \| 1900年代 \| 1910年代 \| 1920年代 \| 1930年代 \| 1940年代                 |
| 年份： | 1910年 \| 1911年 \| 1912年 \| 1913年 \| 1914年 \| 1915年 \| 1916年 \| 1917年 \| 1918年 \| 1919年 |

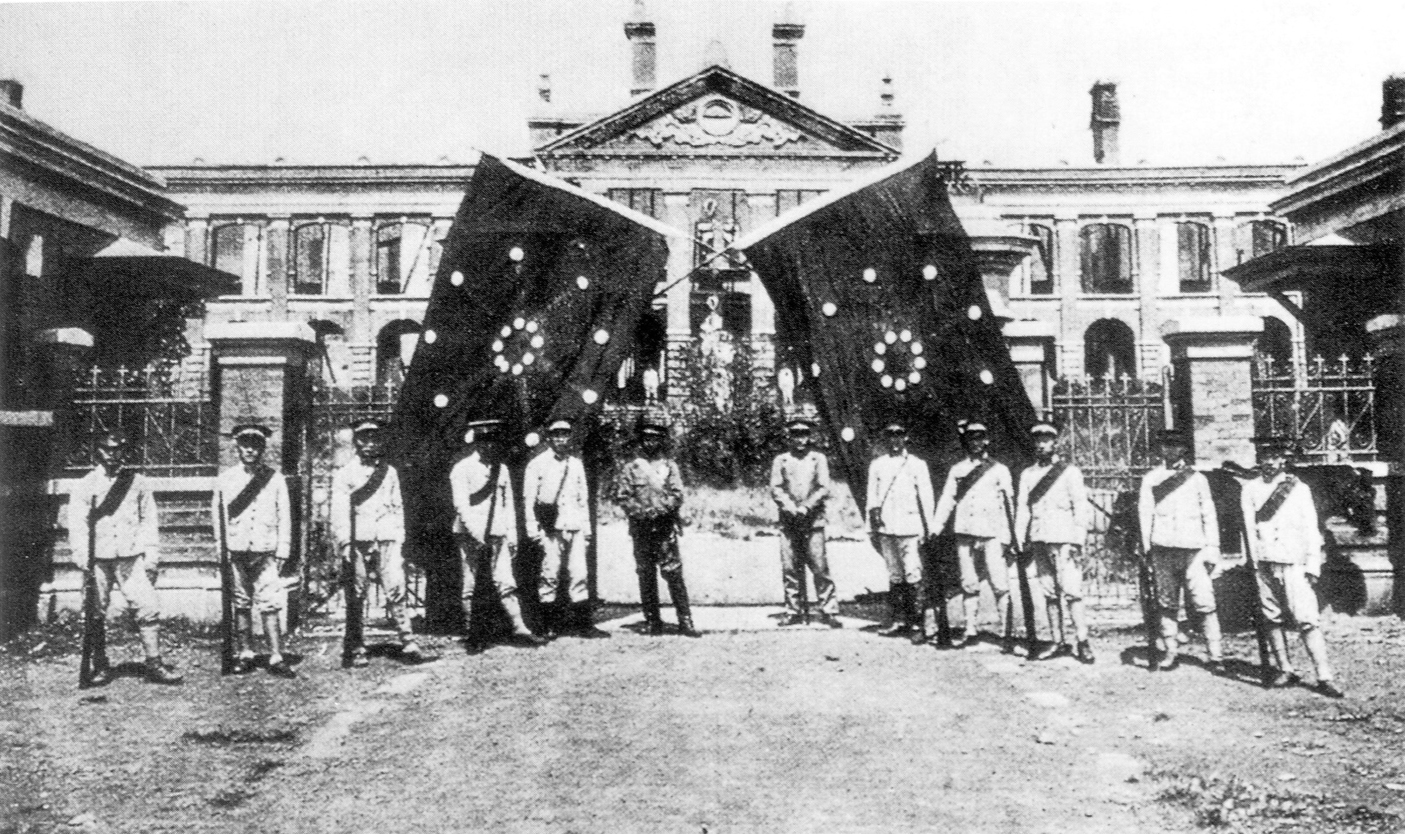
1911年中国革命

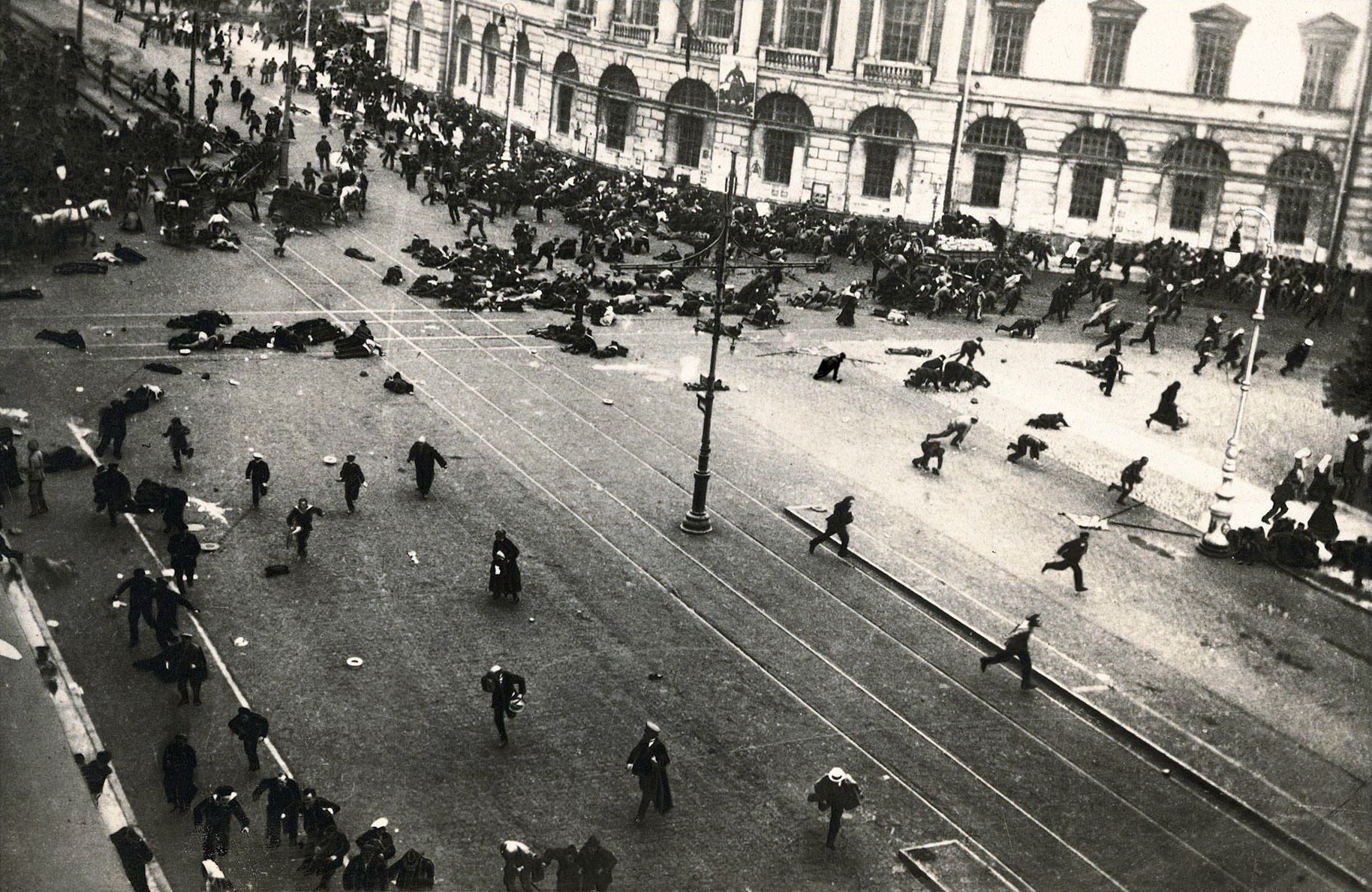
1917年俄國革命

巴黎和会

1910年代，是指二十世紀的第二個十年。当时全球面积最大的两个国家大清帝国和俄罗斯帝国相继在该年代倒台。第一次世界大战也在该年代爆发，导致了德意志帝国、奥斯曼帝国和奥匈帝国的瓦解。

## 大事记

### 亞歐大陸
- 1910年：中国爆发东北大鼠疫。
- 1911年：中國辛亥革命。
- 1912年：中華民國於南京市成立。
- 1913年︰中国二次革命。
- 1914年︰第一次世界大戰爆发，日本軍隊攻佔德國在华殖民地青岛。
- 1915年︰袁世凯称帝，中华帝国成立，护国战争爆发。
- 1916年：袁世凯退位后病逝。国会恢复，黎元洪成为中华民国大总统。
- 1917年︰俄国二月革命和十月革命。
- 1918年︰一战结束，战胜国为协约国。
- 1919年︰巴黎和会后爆发五四运动。

### 美洲
- 1911年︰紐芬蘭狼絕種。